# Il lai di Aotrou e Itroun
Il lai di Aotrou e Itroun è un poema di 508 versi, scritto da J. R. R. Tolkien nel 1930 e pubblicato sulla rivista Welsh Review nel dicembre 1945.
Il poema prende a modello il genere del lai bretone, popolare nella letteratura dell'inglese medio (XII secolo), ed esplora il conflitto tra la cristianità e valori eroici e cavallereschi, riguardo in particolare all'istituto del matrimonio.

## Fonti
La fonte principale del poema è identificabile nell'An Aotrou Nann hag ar Gorigann ("Lord Nann e il korrigan"), un componimento che probabilmente Tolkien conosceva attraverso il libro Folklore in the English and Scottish Ballads (1928) di Wimberly. Tolkien aggiunge alla sua fonte una severa morale di ripudio di ogni rapporto col soprannaturale e l'occulto.

## Trama
Nel poema, Aotrou e Itroun sono una coppia di nobili bretoni (aotrou e itroun sono in effetti le parole bretoni per "signore" e "signora"). Essendo senza figli, Aotrou chiede aiuto a una strega, col cui intervento la coppia riesce ad avere un bambino. Tuttavia la strega riappare, rivelandosi in realtà un korrigan, e chiede come ricompensa l'amore di Aotrou. Aotrou però decide di non venire meno al proprio vincolo matrimoniale e rifiuta, così la strega lo condanna a morire in tre giorni. Ad Aotrou non resta che affidarsi alla provvidenza, ma la maledizione si compie e il terzo giorno Aotrou muore. Introu ha il cuore spezzato e poco dopo subisce la stessa sorte del compagno. Dopo aver tanto desiderato un figlio, non potranno vederlo crescere.

## Pubblicazione
L'opera venne originariamente pubblicata nella rivista The Welsh Review nel 1945, ma divenne rapidamente introvabile. Nel 2016 è stata pubblicata con commento a cura della studiosa Verlyn Flieger. Nel 2023 è uscita l'edizione italiana.